# Pedicularis rosea
La pedicolare sottile (nome scientifico Pedicularis rosea Wulfen, 1781)  è una pianta parassita appartenente alla famiglia delle Orobanchaceae.

## Etimologia
Il nome generico (Pedicularis) deriva da un termine latino che significa "pidocchio" e si riferisce alla convinzione che queste piante infestino di pidocchi il bestiame al pascolo; altri giustificano l'etimologia del nome del genere all'opposto, ossia in quanto si pensa che queste piante liberino la testa dai pidocchi. L'epiteto specifico (rosea) si riferisce alla colorazione della corolla.
Il nome scientifico della pianta è stato definito per la prima volta dal botanico, zoologo, mineralogista, alpinista e prete gesuita Franz Xavier von Wulfen (1728 - 1805) nella pubblicazione "Miscellanea Austriaca ad botanicam, chemiam, et historiam naturalem spectantia. Vindobonæ. 2: 57 " del 1781.

## Descrizione

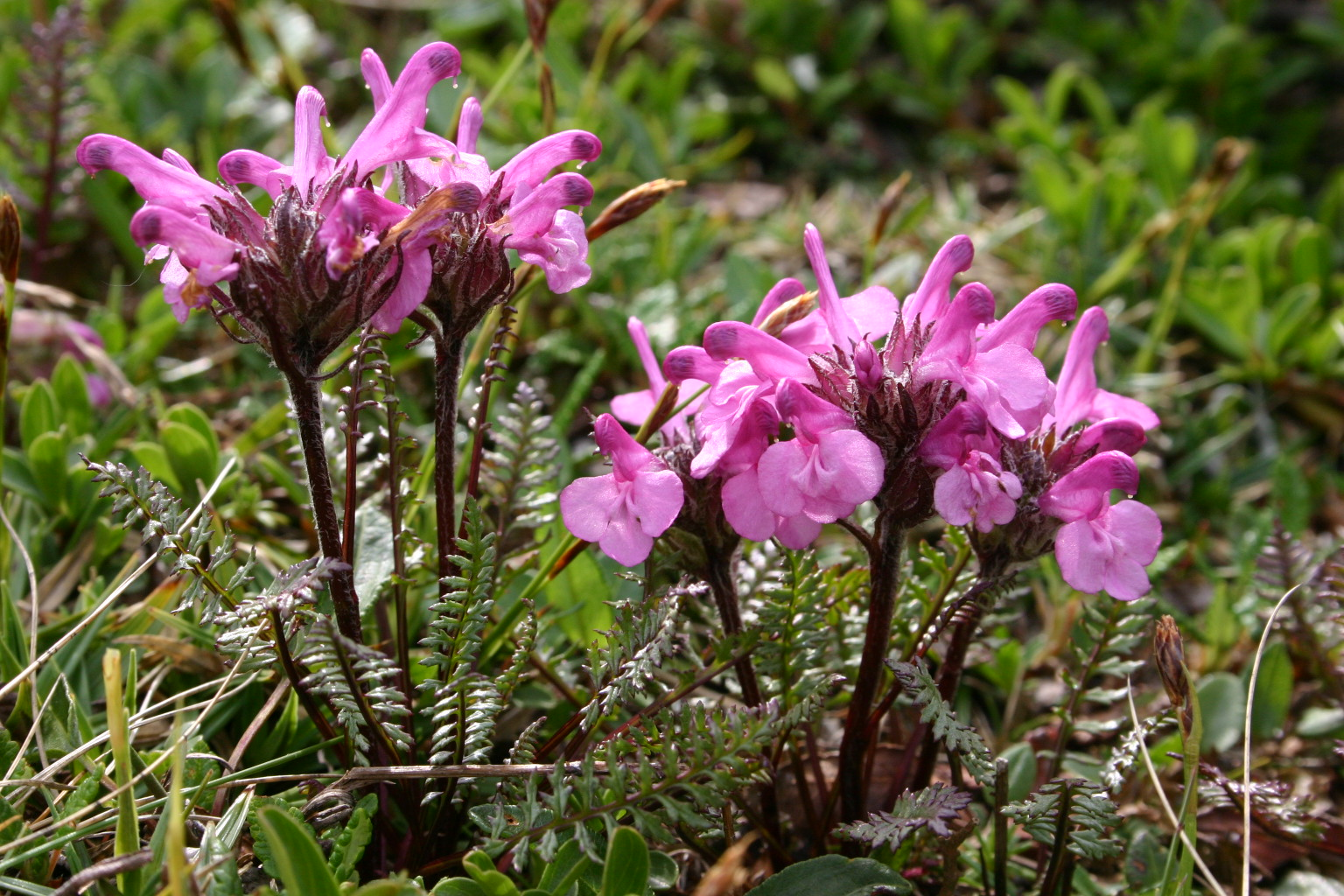
Il portamento

Queste piante sono alte da 2 a 15 cm. La forma biologica è emicriptofita rosulata (H ros), ossia in generale sono piante erbacee, a ciclo biologico perenne, con gemme svernanti al livello del suolo e protette dalla lettiera o dalla neve e hanno le foglie disposte a formare una rosetta basale. Inoltre sono piante parassite: le radici mostrano organi specifici per nutrirsi della linfa di altre piante.

### Radici
Le radici, grosse e carnose (a fittone), si distribuiscono a raggiera cercando di raggiungere le radici di altre piante per succhiarne la linfa.

### Fusto
La parte aerea del fusto è eretta o ascendente; la parte inferiore è glabra, quella superiore è cigliata e arrossata.

### Foglie
Le foglie hanno una forma pennatosetta (o pennatofida) con contorno oblanceolato-spatolato; i segmenti sono strettamente lanceolati e in genere acuti. Dimensione delle foglie: larghezza 1 cm; lunghezza 5 – 8 cm (massimo 12 cm).

### Infiorescenza

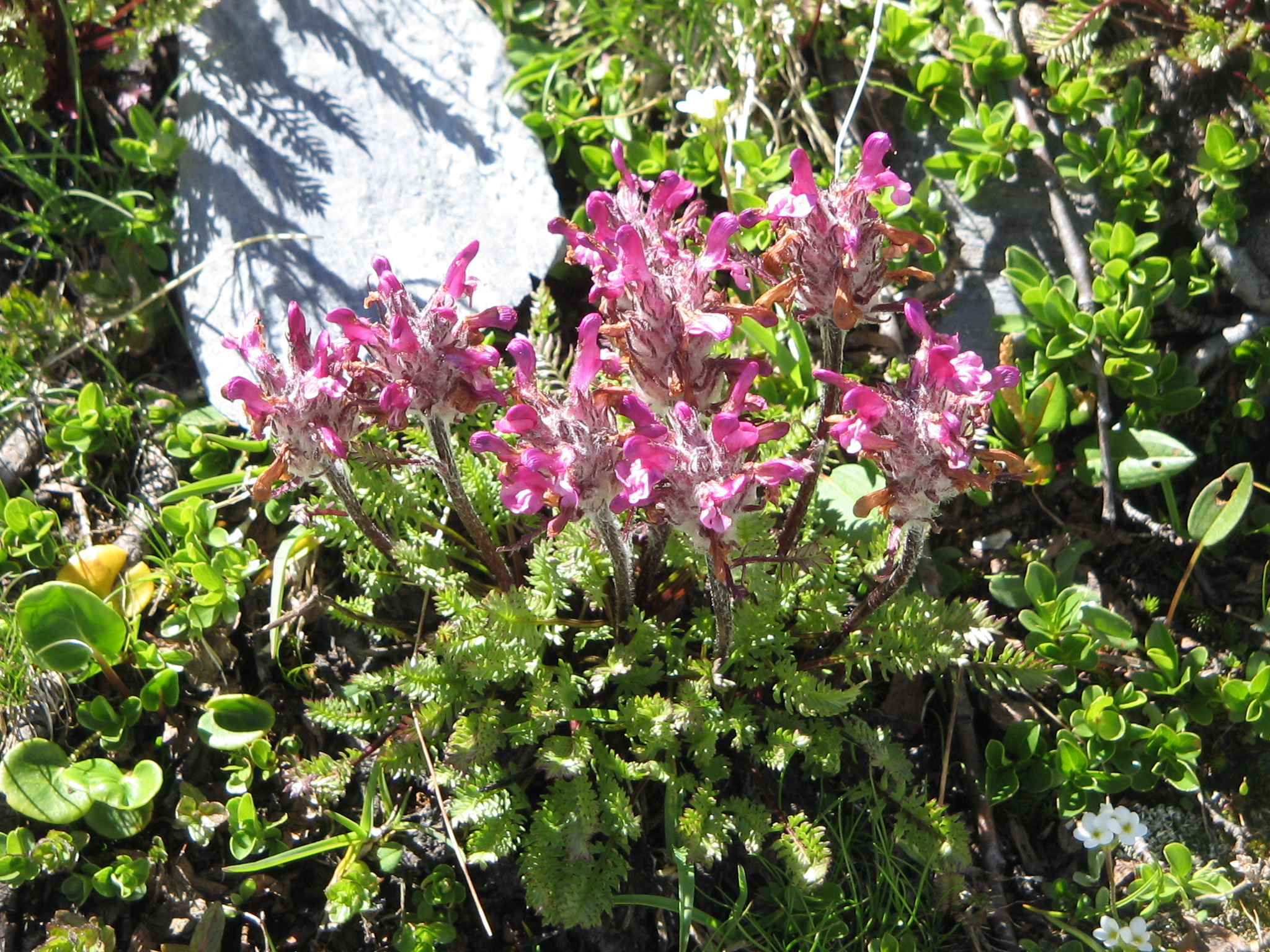
Infiorescenza
(subsp. allionii)

Le infiorescenze sono formate da spighe dense e brevi di tipo capituliforme (raggruppamento globoso dei fiori). Alla base di ogni fiore sono presenti delle brattee di aspetto fogliaceo (simili alle foglie superiori).

### Fiore

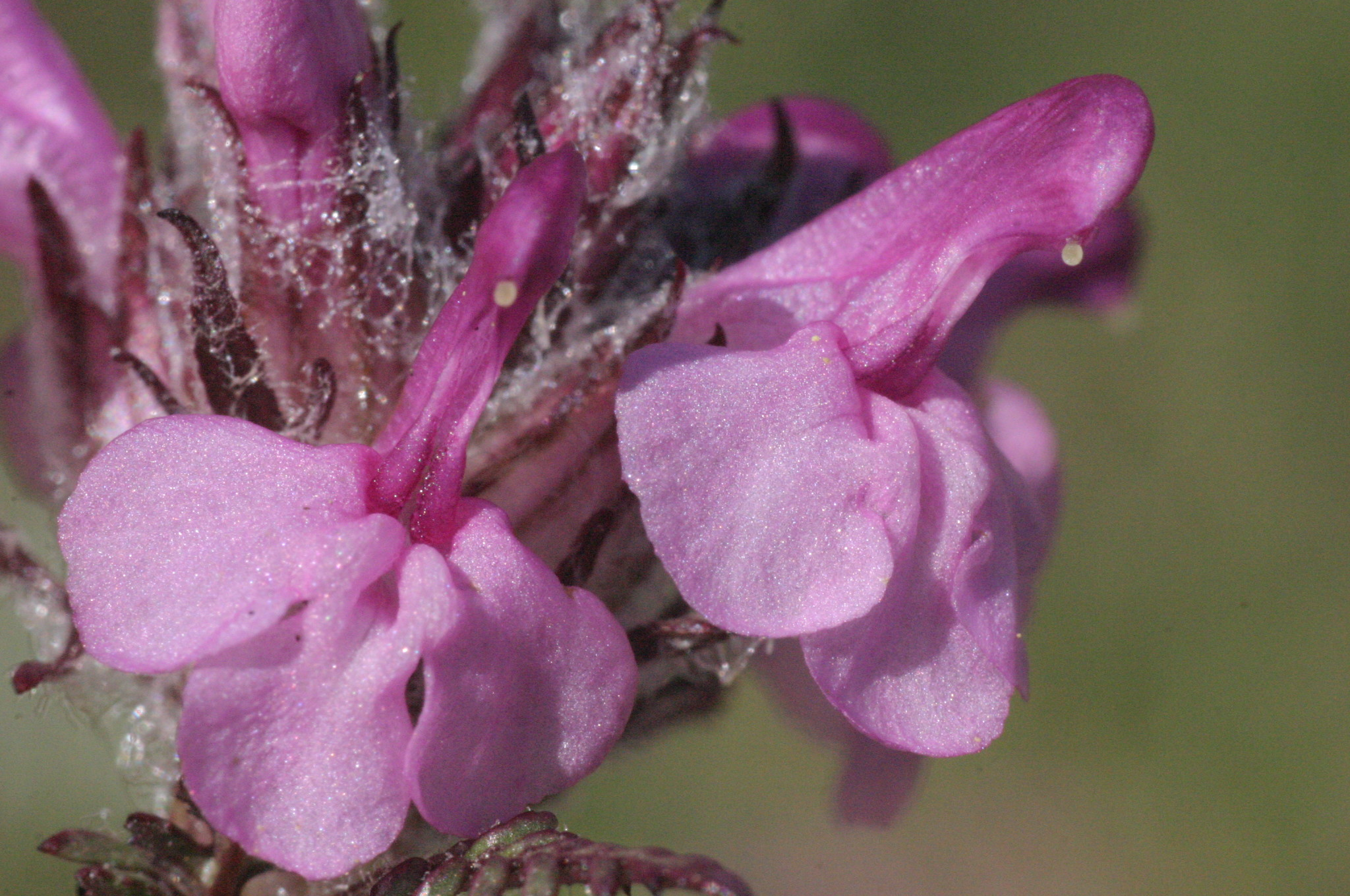
I fiori

I fiori sono ermafroditi, zigomorfi (del tipo bilabiato), tetrameri, ossia con quattro verticilli (calice – corolla - androceo – gineceo) e pentameri (la corolla e il calice sono a 5 parti). Lunghezza del fiore: 12 – 18 mm.
- Formula fiorale: per questa pianta viene indicata la seguente formula fiorale:

X, K (5), [C (2+3), A 2+2], G (2), (supero), capsula
- Calice: il calice è gamosepalo, con cinque denti (la base del calice è un tubo campanulato). I denti del calice sono interi e sono lunghi 1/2 del tubo. La superficie del calice è lanosa (o villosa). Lunghezza della calice: 7 – 10 mm.
- Corolla: la corolla, a forma più o meno cilindrica, è gamopetala bilabiata a fauci aperte con superficie glabra. Il labbro superiore della corolla è eretto e arrotondato; quello inferiore è patente con tre lobi più o meno uguali. Il colore della corolla è rosso-violetto.
- Androceo: l'androceo possiede quattro stami didinami (due grandi e due piccoli). I filamenti sono inseriti più o meno alla base della corolla e sono pubescenti nella parte superiore. Le antere, dissimulate sotto il cappuccio del labbro superiore sono strettamente unite da una fitta peluria. La maturazione del polline è contemporanea allo stigma.[11]
- Gineceo: l'ovario è supero formato da due carpelli ed è biloculare. Lo stilo inserito all'apice dell'ovario è del tipo filiforme; lo stigma è semplice ed è abbastanza protruso oltre il cappuccio della corolla in modo da evitare l'auto-impollinazione.[11]
- Fioritura: da luglio a agosto.

### Frutti
Il frutto è una capsula loculicida bivalve a forma ovoidale o ovoidale-lanceolata. I semi sono pochi a forma angolosa.

## Riproduzione
- Impollinazione: l'impollinazione avviene tramite insetti (impollinazione entomogama).
- Riproduzione: la fecondazione avviene fondamentalmente tramite l'impollinazione dei fiori (vedi sopra).
- Dispersione: i semi cadendo a terra sono dispersi soprattutto da insetti tipo formiche (disseminazione mirmecoria).

## Tassonomia
La famiglia di appartenenza della specie (Orobanchaceae) comprende soprattutto piante erbacee perenni e annuali semiparassite (ossia contengono ancora clorofilla a parte qualche genere completamente parassita) con uno o più austori connessi alle radici ospiti. È una famiglia abbastanza numerosa con circa 60 - 90 generi e oltre 1700 - 2000 specie (il numero dei generi e delle specie dipende dai vari metodi di classificazione) distribuiti in tutti i continenti. Il genere Pedicularis comprende 400-500 specie (il genere più numeroso della famiglia con distribuzione quasi cosmopolita - manca in Africa e Australia) delle quali 23 sono presenti nella flora spontanea italiana.

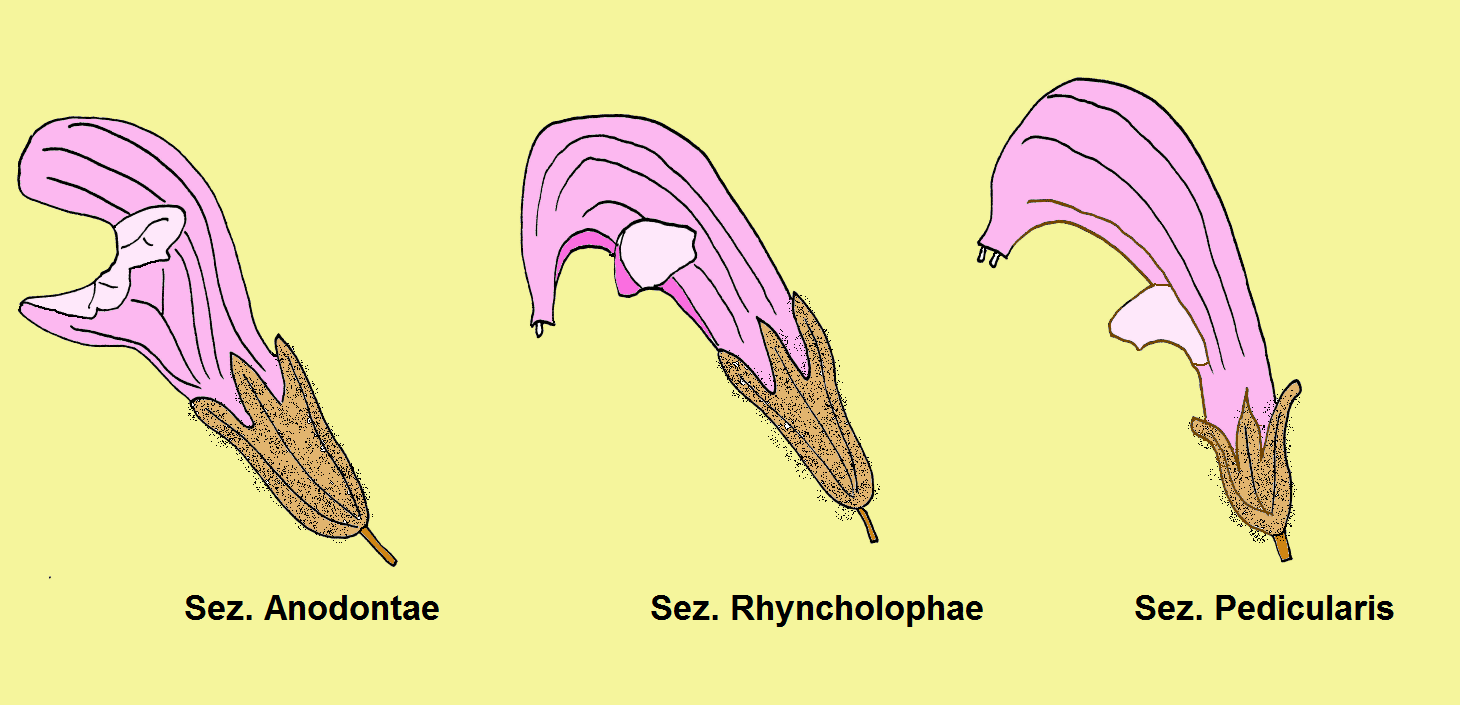
Le tre sezioni del genere

La classificazione del genere è difficile in quanto la forma del fiore è molto simile tra specie e specie; inoltre il colore della corolla nel secco è indistinguibile. Pignatti nella "Flora d'Italia" divide le specie spontanee della flora italiana in tre gruppi in base alla forma del labbro superiore (vedi il disegno):
- Sez. Anodontae: l'apice del labbro superiore della corolla è arrotondato (né rostrato e né dentato).
- Sez. Rhyncholophae: il labbro superiore della corolla è più o meno falcato e termina in un becco allungato.
- Sez. Pedicularis: il labbro superiore della corolla è provvisto di due dentini sotto la parte falcata.

La specie P. rosea appartiene alla sez. Anodontae.

### Filogenesi
Secondo una recente ricerca di tipo filogenetico la famiglia Orobanchaceae è composta da 6 cladi principali nidificati uno all'interno dell'altro. Il genere Pedicularis si trova nel quarto clade (relativo alla tribù Pedicularideae). All'interno della tribù il genere è in posizione "gruppo fratello" al resto dei generi della tribù.

### Sottospecie
Per questa specie sono riconosciute le seguenti sottospecie:

#### Sottospecierosea
.

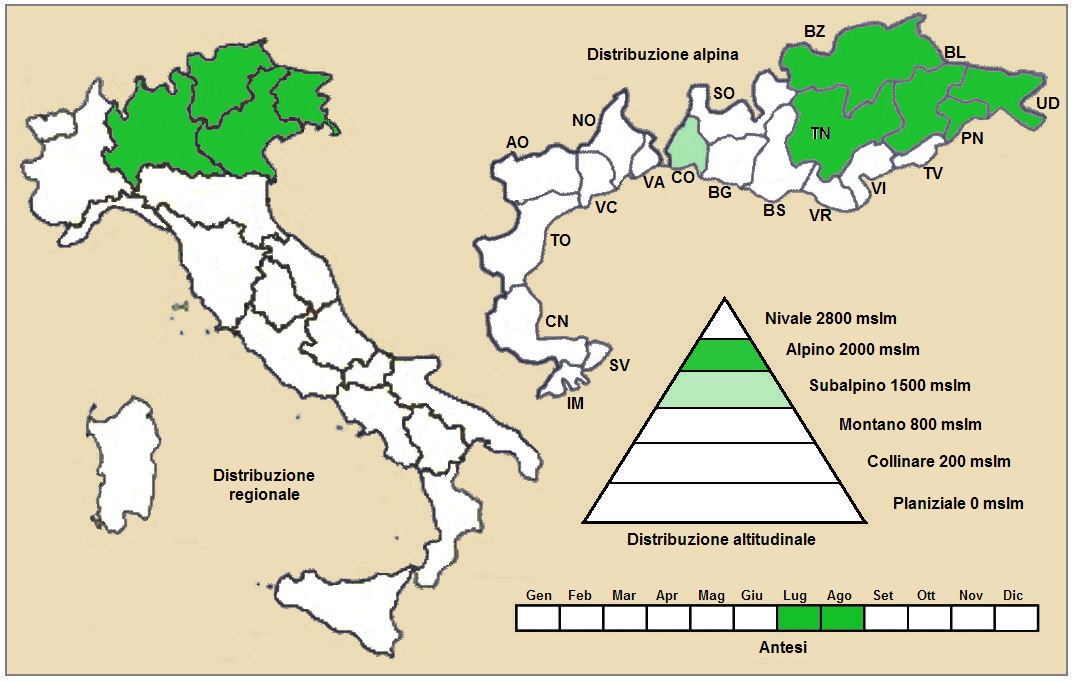
Distribuzione della sottospecie rosea
(Distribuzione regionale – Distribuzione alpina)

- Nome scientifico: Pedicularis rosea subsp. rosea.
- Descrizione:

foglie: i segmenti delle foglie hanno una forma triangolare con denti arrotondati la cui lunghezza è maggiore della distanza tra dente e dente;
brattee: le brattee superiori hanno la lamina intera;
filamenti: i filamenti delle antere sono pubescenti.
- Geoelemento: il tipo corologico (area di origine) è Est Alpico o anche Sub-Endemico.
- Distribuzione: in Italia è una sottospecie rara e si trova in modo discontinuo nelle Alpi (dalla Carnia al Bergamasco). Fuori dall'Italia, sempre nelle Alpi, questa specie si trova in Austria (Länder del Tirolo Orientale, Salisburgo, Carinzia, Stiria, Austria Superiore e Austria Inferiore) e in Slovenia. Sugli altri rilievi europei collegati alle Alpi si trova nelle Alpi Dinariche.
- Habitat: l'habitat tipico per questa pianta sono i pascoli iniziali (zolle pioniere del piano altitudinale firmeto). Il substrato preferito è calcareo con pH basico, bassi valori nutrizionali del terreno che deve essere secco.
- Distribuzione altitudinale: sui rilievi europei queste piante si possono trovare da 1900 fino a 2700 m s.l.m.; frequentano i seguenti piani vegetazionali: alpino e in parte quello subalpino.
- Fitosociologia: dal punto di vista fitosociologico la sottospecie di questa voce appartiene alla seguente comunità vegetale:[15]

Formazione: delle comunità delle praterie rase dei piani subalpino e alpino con dominanza di emicriptofite.
Classe: Elyno-Seslerietea variae
Ordine: Seslerietalia variae
Alleanza: Seslerion variae
Associazione: Caricenion firmae

#### Sottospecieallionii
.

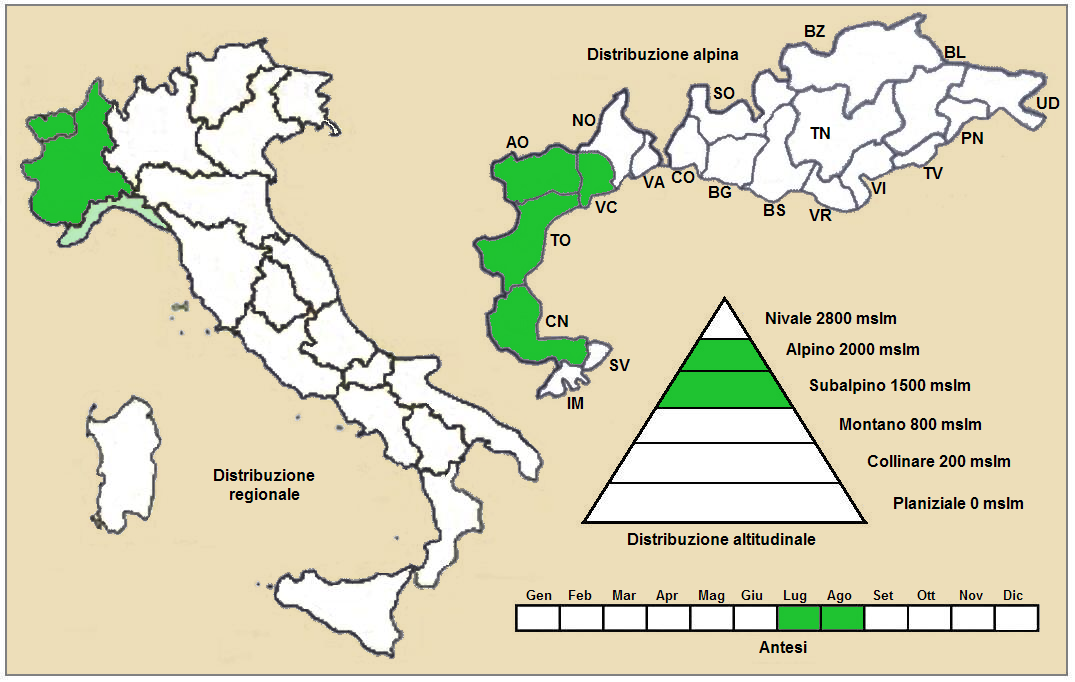
Distribuzione della sottospecie allionii
(Distribuzione regionale – Distribuzione alpina)

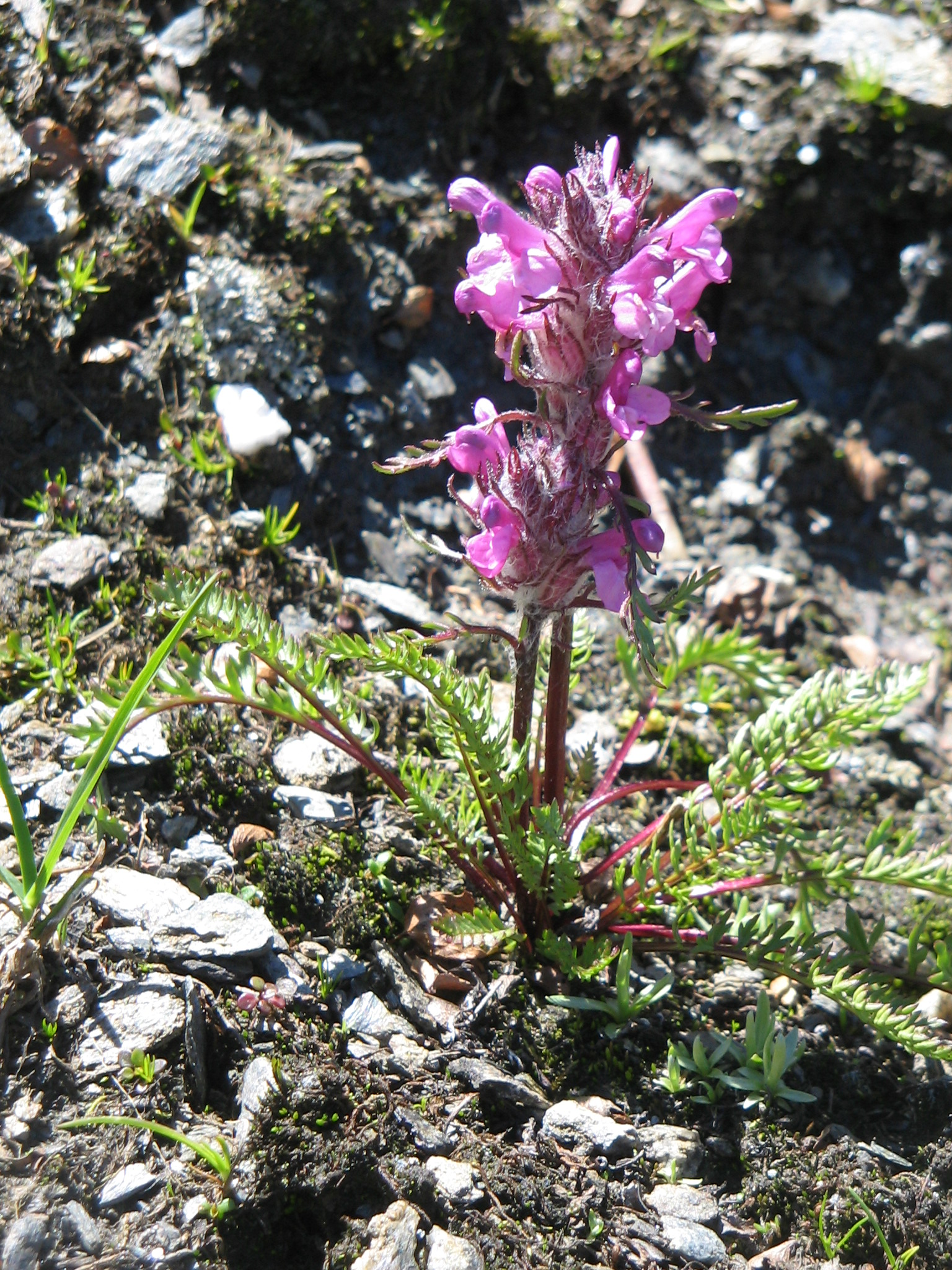
Sottospecie allionii

- Nome scientifico: Pedicularis rosea subsp. allionii (Rchb.f.) E.Mayer, 1971
- Basionimo: Pedicularis allionii Rchb.f., 1862
- Descrizione:

foglie: i segmenti delle foglie hanno un contorno lanceolato con denti a forma acuta la cui lunghezza è minore della distanza tra dente e dente;
brattee: quelle superiori hanno delle forme bifide;
filamenti: i filamenti delle antere sono subglabri.
- Geoelemento: il tipo corologico (area di origine) è Ovest Alpico / Pirenaico.
- Distribuzione: in Italia è una sottospecie rara e si trova nelle Alpi Occidentali. Fuori dall'Italia, sempre nelle Alpi, questa specie si trova in Francia (dipartimenti di Alpes-de-Haute-Provence, Hautes-Alpes, Alpes-Maritimes, e Isère). Sugli altri rilievi europei collegati alle Alpi si trova nei Pirenei.
- Habitat: l'habitat tipico per questa pianta sono i pascoli iniziali ma anche le ghiaie consolidate su substrato calcareo e sui calcescisti. Il substrato preferito è calcareo ma anche siliceo con pH neutro, bassi valori nutrizionali del terreno che deve essere secco.
- Distribuzione altitudinale: sui rilievi europei queste piante si possono trovare da 1900 fino a 2700 m s.l.m.; frequentano quindi i seguenti piani vegetazionali: alpino e subalpino.
- Fitosociologia: dal punto di vista fitosociologico Pedicularis rosea appartiene alla seguente comunità vegetale:[15]

Formazione: delle comunità delle praterie rase dei piani subalpino e alpino con dominanza di emicriptofite
Classe: Elyno-Seslerietea variae

## Altre notizie
La pedicolare rosea in altre lingue è chiamata nei seguenti modi:
- (DE)  Rosarotes Läusekraut
- (FR)  Pédiculaire rose